# Москадзано
Москадза̀но (на италиански: Moscazzano, на местен диалект: Moscasan, Москазан) е село и община в Северна Италия, провинция Кремона, регион Ломбардия. Разположено е на 77 m надморска височина. Населението на общината е 796 души (към 2016 г.).